# 贾又正
贾又正，直隶曲周（河北曲周）人，是一名清朝政治人物。拔贡出身。
贾又正曾于1735年接替朱元丰任华亭县知县一职，1735年由陈志伟接任。